# Aarhus Bio
Aarhus Bio (tidligere Nordisk Film Biografer Aarhus C, BioCity Aarhus, Cinecity og Biografen) er en biograf med 9 sale, beliggende på Skt. Knuds Torv i centrum af Aarhus, lige ved Strøget og Aarhus Hovedbanegård. Den er et af landets mest moderne biografcentre.
Aarhus Bio er en ombygning og udvidelse af biografen 'Biografen' som fra 1971 til 1996 lå i den nu nedlagte Århus Hallen hvor Netto i dag har lokaler. Hallen havde i 1958 Danmarks største lærred, og var det første sted i Danmark, man kunne opleve det dengang revolutionerende cinemiracle format.
Fra 1996 til 2001 hed biografen Cinecity, fra 2001 til 2010 Biocity Aarhus og fra 2010 til 2024 Nordisk Film Biografer Aarhus C. Siden har biografen heddet Aarhus Bio.
Den moderne biograf er Danmarks første THX-godkendte biografkompleks og har Jyllands eneste 4DX-sal.
Biografen ejes af Nordisk Film Biograferne.
56°9′4.85″N 10°12′20.39″Ø / 56.1513472°N 10.2056639°Ø